# Selma (Texas)
Selma es una ciudad ubicada en el condado de Béxar en el estado estadounidense de Texas. En el Censo de 2010 tenía una población de 5540 habitantes y una densidad poblacional de 423,06 personas por km².

## Geografía
Selma se encuentra ubicada en las coordenadas 29°35′11″N 98°18′55″O / 29.58639, -98.31528. Según la Oficina del Censo de los Estados Unidos, Selma tiene una superficie total de 13.09 km², de la cual 13.08 km² corresponden a tierra firme y (0.1%) 0.01 km² es agua.

## Demografía
Según el censo de 2010, había 5540 personas residiendo en Selma. La densidad de población era de 423,06 hab./km². De los 5540 habitantes, Selma estaba compuesto por el 74.42% blancos, el 9.03% eran afroamericanos, el 0.58% eran amerindios, el 3.99% eran asiáticos, el 0.2% eran isleños del Pacífico, el 7.33% eran de otras razas y el 4.46% pertenecían a dos o más razas. Del total de la población el 36.81% eran hispanos o latinos de cualquier raza.